# 1995 na literatura

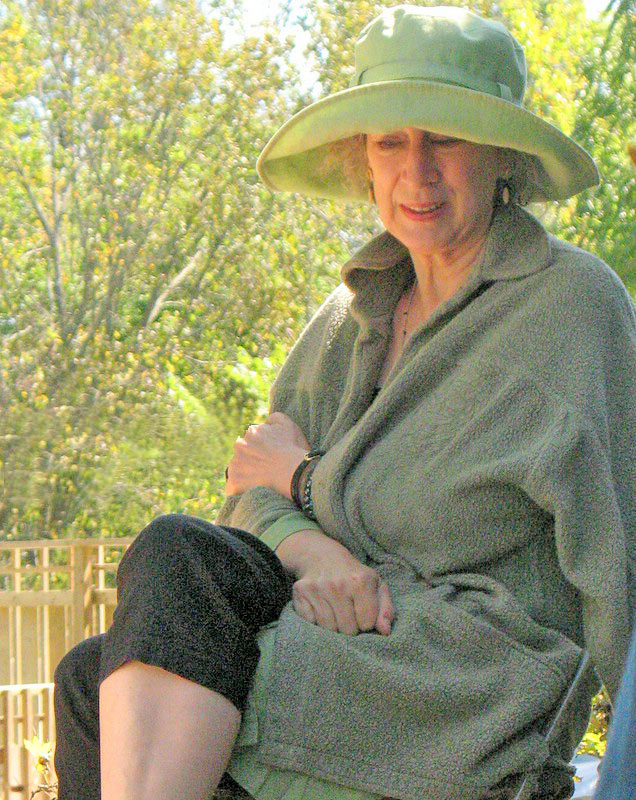
Margaret Atwood

## Livros
- José Saramago - Ensaio sobre a Cegueira
- Jô Soares - O Xangô de Baker Street

## Eventos
- 27 de março - O escritor brasileiro Jorge Amado é galardoado com o Prémio Camões de 1994.
- 27 de março - Inicia-se em Sintra, Portugal, o 11º Congresso da Organização Mundial de Poetas.
- 5 de outubro - O poeta irlandês Seamus Heaney é agraciado com o prémio Nobel de Literatura.

## Mortes
| Data           | Nome                       | Profissão                                 | Nacionalidade                              | Observações                | Ref   |
| -------------- | -------------------------- | ----------------------------------------- | ------------------------------------------ | -------------------------- | ----- |
| 17 de janeiro  | Miguel Torga               | escritor                                  | Reino Unido de Portugal, Brasil e Algarves | n. 1907 Prémio Camões 1989 | [ 1 ] |
| 2 de Fevereiro | André Frossard             | jornalista e escritor                     | França                                     | n. 1915                    |       |
| 4 de Fevereiro | Patricia Highsmith         | escritora                                 | Estados Unidos                             | n. 1921                    |       |
| 29 de março    | Waldemar Henrique          | escritor                                  | Brasil                                     | n. 1905                    |       |
| 17 de julho    | Ivani Ribeiro              | dramaturga                                | Brasil                                     | n. 1916                    |       |
| 26 de Agosto   | John Brunner               | escritor                                  | Inglaterra                                 | n. 1934                    |       |
| 29 de Agosto   | Michael Ende               | escritor                                  | Alemanha                                   | n. 1929                    |       |
| 3 de outubro   | Plínio Correia de Oliveira | político, escritor e historiador          | Brasil                                     | n. 1908                    |       |
| 22 de Outubro  | Kingsley Amis              | romancista, poeta e crítico literário     | Inglaterra                                 | n. 1922                    |       |
| 6 de Dezembro  | Dmitri Volkogonov          | general, historiador, escritor e político | União Soviética                            | n. 1928                    |       |
| 30 de Dezembro | Heiner Müller              | poeta e dramaturgo                        | Alemanha                                   | n. 1929                    |       |

## Prémios literários
- Nobel de Literatura - Seamus Heaney.
- Prémio Camões - José Saramago[1]
- Prémio Machado de Assis - Leodegário A. de Azevedo Filho